# Астеничен синдром
„Астеничен синдром“ (на руски: Астенический синдром) е съветски филм от 1989 година, драма на режисьорката Кира Муратова по неин сценарий в съавторство с Леонид Попов и Александър Чорних.
Действието е разделено на две сюжетно и стилистично обособени части. В първата лекарка, загубила скоро съпруга си, потъва в тежка депресия с периодични пристъпи на агресия. Във втората учител започва внезапно да заспива на обществени места, заради което е затворен за известно време в психиатрична клиника. Главните роли се изпълняват от Леонид Попов и Олга Антонова.
„Астеничен синдром“ получава наградите „Сребърна мечка“ (голямата награда на журито) и „Ника“ (за най-добър филм).